# 遷移双極子モーメント

調和振動子ポテンシャル中の電子に対する時間依存シュレーディンガー方程式の3つの波動関数解。左: 波動関数の実部（青）と虚部（赤）。右: 任意の位置で粒子を見つける確率。上段は低エネルギーを持つエネルギー固有状態、中段はより高いエネルギーを持つエネルギー固有状態、下段はそれら2つの状態を混合した量子化学的重ね合わせである。下段右は、重ね合わせ状態において電子が行ったり来たり移動していることを示している。この運動は振動電気双極子モーメントを引き起こし、これが2つの固有状態間の遷移双極子モーメントに比例している。

遷移双極子モーメント（せんいそうきょくしモーメント）あるいは遷移モーメント（せんいモーメント、英語: transition moment）は、始状態 {\displaystyle \scriptstyle {m}} と終状態 {\displaystyle \scriptstyle {n}} の間の遷移に関わる電気双極子モーメントであり、通常は {\displaystyle \scriptstyle {\mathbf {d} _{nm}}} と表記される。

## 概要
一般に遷移双極子モーメントは、2つの状態の位相因子を含む複素ベクトル量である。遷移双極子モーメントの向きは、どのように系が与えられた偏光の電磁波と相互作用するかを決める、遷移の分極を与える。遷移双極子モーメントの大きさの二乗は、系の電荷分布による相互作用の強さを与える。遷移双極子モーメントの単位は、国際単位系ではクーロン-メートル (Cm) であるが、デバイ (D) を用いた方が簡単な形になる。

## 定義
遷移双極子モーメントは、双極子モーメント演算子を状態ベクトル（一般に始状態のエネルギー固有状態）を用いて行列表示したものの非対角要素である。

### 単一の荷電粒子
単一の荷電粒子が{\displaystyle |\psi _{a}\rangle }から{\displaystyle |\psi _{b}\rangle }へと状態を変える遷移では、遷移双極子モーメント{\displaystyle {\text{(t.d.m.)}}}は以下のようになる。
{\displaystyle ({\text{t.d.m. }}a\rightarrow b)=\langle \psi _{a}|(q\mathbf {r} )|\psi _{b}\rangle =q\int \psi _{a}^{*}(\mathbf {r} )\,\mathbf {r} \,\psi _{b}(\mathbf {r} )\,d^{3}\mathbf {r} }
上式において、qは粒子の電荷、rはその位置であり、積分は全空間（または始状態と終状態の波動関数が無視できないような領域）に渡る（{\displaystyle \int d^{3}\mathbf {r} }は{\displaystyle \iiint dx\,dy\,dz}の縮めた表記である）。遷移双極子モーメントはベクトルである。例えばそのx-成分は
{\displaystyle ({\text{x-component of t.d.m.}}a\rightarrow b)=\langle \psi _{a}|(qx)|\psi _{b}\rangle =q\int \psi _{a}^{*}(\mathbf {r} )\,x\,\psi _{b}(\mathbf {r} )\,d^{3}\mathbf {r} }
となる。言い換えると、遷移双極子モーメントは単純に、粒子の電荷を掛けた位置演算子の非対角要素である。

### 多数の荷電粒子
遷移が2つ以上の荷電粒子を含む時、遷移双極子モーメントは電気双極子モーメントに類似したやり方、つまり電荷によって重み付けされた位置の和で定義される。もしi番目の粒子が電荷qiと位置演算子riを持つならば、遷移双極子モーメントは
{\displaystyle ({\text{t.d.m. }}a\rightarrow b)=\langle \psi _{a}|(q_{1}\mathbf {r} _{1}+q_{2}\mathbf {r} _{2}+\cdots )|\psi _{b}\rangle =}
{\displaystyle =\int \psi _{a}^{*}(\mathbf {r} _{1},\mathbf {r} _{2},\ldots )\,(q_{1}\mathbf {r} _{1}+q_{2}\mathbf {r} _{2}+\cdots )\,\psi _{b}(\mathbf {r} _{1},\mathbf {r} _{2},\ldots )\,d^{3}\mathbf {r} _{1}\,d^{3}\mathbf {r} _{2}\cdots }
となる。

### 運動量の観点から
ゼロ磁場における質量mの単一の非相対論的粒子では、遷移双極子モーメントは以下の関係を使って運動量演算子の観点から書くことができる。
{\displaystyle \langle \psi _{a}|\mathbf {r} |\psi _{b}\rangle ={\frac {i\hbar }{(E_{b}-E_{a})m}}\langle \psi _{a}|\mathbf {p} |\psi _{b}\rangle }
この関係は、位置xとハミルトニアンHとの間の交換関係から始めて証明することができる。
{\displaystyle [H,x]=[{\frac {p^{2}}{2m}}+V(x,y,z),x]=[{\frac {p^{2}}{2m}},x]={\frac {1}{2m}}(p_{x}[p_{x},x]+[p_{x},x]p_{x})=-i\hbar p_{x}/m}
したがって
{\displaystyle \langle \psi _{a}|(Hx-xH)|\psi _{b}\rangle ={\frac {-i\hbar }{m}}\langle \psi _{a}|p_{x}|\psi _{b}\rangle }
しかしながら、ψaおよびψbがエネルギーEaおよびEbを持つエネルギー固有状態であると仮定すると、
{\displaystyle \langle \psi _{a}|(Hx-xH)|\psi _{b}\rangle =(\langle \psi _{a}|H)x|\psi _{b}\rangle -\langle \psi _{a}|x(H|\psi _{b}\rangle )=(E_{a}-E_{b})\langle \psi _{a}|x|\psi _{b}\rangle }
と書くこともできる。同様の関係はyおよびzについても成り立つ。

## 古典的な双極子との類似点
量子的な遷移双極子モーメントの現象論的な理解は、古典的な双極子との類似点から得られる。この比較は便利だが、2つは全くの別物であるので注意が必要である。

### 古典的な双極子
2つの古典的な点電荷 {\displaystyle \scriptstyle {+q}}と{\displaystyle \scriptstyle {-q}} の場合、負電荷から正電荷への変位ベクトル {\displaystyle \scriptstyle {\mathbf {r} }} を用いて、電気双極子モーメントは以下のように書ける。
{\displaystyle \mathbf {p} =q\mathbf {r} }.
電場が存在すると、電磁波により2つの電荷は逆の方向に力を受けて双極子における正味のトルクが生じる。トルクの大きさは、2つの電荷の大きさと距離に比例し、電場と双極子の角度によって変化する。
{\displaystyle |\mathbf {\tau } |=|q\mathbf {r} ||\mathbf {E} |\sin \theta }.

### 量子的な遷移双極子
電磁波と遷移双極子モーメント {\displaystyle \mathbf {d} _{nm}\ } の相互作用は、電荷分布、電場の強さ、電場と遷移モーメントの相対分極に依存する。さらに、遷移双極子モーメントは始状態と終状態の幾何学構造や相対的な位相にも依存する。

## 遷移
原子や分子が振動数 {\displaystyle \scriptstyle {\omega }} の電磁波と相互作用する場合、電磁場と遷移双極子モーメントの相互作用によって、始状態からエネルギー差が {\displaystyle \scriptstyle {\hbar \omega }} である終状態への遷移が起こる。これが低エネルギー状態から高エネルギー状態への遷移の場合、フォトンの吸収が起こる。高エネルギー状態から低エネルギー状態への遷移の場合、フォトンの放出が起こる。この計算の電気双極子演算子から電荷 {\displaystyle \scriptstyle {e}} が省略された場合、振動子強度として用いられる {\displaystyle \scriptstyle {\mathbf {R} _{\alpha }}} が得られる。

## 応用
遷移双極子モーメントは、電気双極子相互作用による遷移が許容であるかどうかを決定する場合に有用である。双極子演算子 {\displaystyle \mathbf {\hat {d}} }は{\displaystyle \mathbf {r} \ } についての奇関数である。よって、{\displaystyle \Psi _{n}^{*}\ } と {\displaystyle \Psi _{m}\ } は、片方が奇関数でもう一方が偶関数ならば、{\displaystyle \Psi _{n}^{*}\,\,\mathbf {\hat {d}} \,\,\Psi _{m}} 全体は偶関数になる。よって積分して得られる遷移双極子モーメントがゼロではなくなるので許容である。
例えば、結合性 {\displaystyle \scriptstyle {\pi }\ } 軌道から反結合性 {\displaystyle \scriptstyle {\pi ^{*}}\ } 軌道への遷移は、遷移双極子モーメントがゼロでないので許容である。これは電気双極子遷移におけるパリティ選択律（ラポルテの規則）を反映している。s-sあるいはp-pといった似た原子軌道内での電子遷移の遷移モーメント積分
{\displaystyle \int \psi _{1}^{*}\mu \psi _{2}d\tau }
は、3重積分が奇である積を返すため禁制である。もし3重積分が偶である積を返すならば、遷移は許容である。